# 君の話
『君の話』（きみのはなし）は、スキマスイッチのミニアルバム。2018年ユニバーサルミュージック移籍時に「スキマスイッチ」までのアルバムと一緒に再発されている

## 収録曲
- 全作詞・作曲：スキマスイッチ

1. 君の話
  - TBS系TV全国ネット『CDTV』2003年9月オープニングテーマ。
  - デビュー前に既に存在した楽曲[1]。
  - もともとはソフトロック寄りのアレンジだったが、路上ライブで大橋がアドリブで演奏したものが定着し、現在のアレンジとなった[1]。
  - アレンジは山崎まさよしの影響を強く受けている[1]。
  - 当時AIRに憧れていたことから、AIRのサポートメンバーであった佐野康夫と渡辺等にレコーディングを依頼した[1]。
  - ビデオクリップでは、大橋が二役演じている。
  - 1stアルバム『夏雲ノイズ』にアレンジされたバージョンが収録されている。
2. 太陽
1時間ほどで出来た曲。
チェロは常田の高校の同級生が担当している。
3. メロドラマ
  - 最後のサビで「役不足」という言葉が誤用されているが、これは常田曰く「恋人に振られた馬鹿な男が歌っているという設定だから」。

常田曰く「アレンジ面での完成度はこのアルバムの中で最高」。
6分ほどで出来た曲。
4. 君のこと全部
5. view〜オーヴァードライヴMIX〜
  - 「view」をアレンジしたもの。
  - アレンジの名前の由来は、曲の中の内容が車に関するものだったから。
  - 20周年記念のベストアルバム『POPMAN'S WORLD -Second-』にはこのバージョンが収録されている。
6. ただそれだけの風景
  - この曲が出来た当時のタイトルは「たんぽぽ」だった。
  - 2012年に実施された、5thアルバム『musium』までの楽曲を対象としたファン投票で10位となり、ベスト・アルバム『DOUBLES BEST』に収録された。
  - コンセプトアルバム『スキマノハナタバ 〜Love Song Selection〜』にも収録されている。

## 参加ミュージシャン
- 大橋卓弥：Vocal, Guitar, Harmonica
- 常田真太郎：Piano, Other Instruments, Total Sound Produce

1. 君の話
  - 渡辺等：Bass
  - 佐野康夫：Drums
  - 若森さちこ：Percussion
  - 山本拓夫：Flute
2. 太陽
  - 中島有也：Cello
  - 常田真太郎：Strings Arrangement
3. メロドラマ
  - 渡辺等：Bass
  - 佐野康夫：Drums
  - 若森さちこ：Percussion
4. 君のこと全部
  - 渡辺等：Bass
  - 岩戸有紀子：1st Violin
  - 矢野晴子：2nd Violin
  - 大沼幸江：Viola
  - 笠原あやの：Cello
  - 住友紀人, 常田真太郎：Strings Arrangement
5. view〜オーヴァードライヴMIX〜
  - 渡辺等：Bass
  - 佐野康夫：Drums
  - 岩戸有紀子：Violin
  - 大沼幸江：Viola
  - 住友紀人, 常田真太郎：Strings Arrangement
6. ただそれだけの風景
  - 渡辺等：Bass
  - 岩戸有紀子：1st Violin
  - 矢野晴子：2nd Violin
  - 大沼幸江：Viola
  - 笠原あやの：Cello
  - 住友紀人, 常田真太郎：Strings Arrangement

## ライブ映像作品
| 曲名               | 発売年 | 作品名                                                                                             |
| ------------------ | ------ | -------------------------------------------------------------------------------------------------- |
| 君の話             | 2008年 | スキマスイッチ ARENA TOUR'07 "W-ARENA"THE MOVIE                                                    |
| 君の話             | 2012年 | スキマスイッチ TOUR 2012 “musium” THE MOVIE                                                        |
| 君の話             | 2015年 | sukimaswitch official fan club DELUXE FAN CLUB EVENT TOUR 「V.I.P. Vol.2」                         |
| 君の話             | 2017年 | SUKIMASWITCH TOUR 2017 “re:Action”THE MOVIE for DELUXE                                             |
| 君の話             | 2019年 | SUKIMASWITCH TOUR 2018 "ALGOrhythm" THE MOVIE                                                      |
| 君の話             | 2022年 | スキマスイッチ 2004ファーストツアー “夏雲ノタビ” 〜日本公演〜 THE MOVIE                            |
| 君の話             | 2023年 | 「スキマスイッチ “Live Full Course 2022” 〜 20年分のライブヒストリー 〜」（2022.12.22 日本武道館） |
| 太陽               | 2012年 | スキマスイッチ TOUR 2012 “musium” THE MOVIE                                                        |
| メロドラマ         | 2009年 | SUKIMASWITCH TOUR'09 "DOUBLES" LIVE DVD                                                            |
| メロドラマ         | 2021年 | スキマスイッチ2021ライブ&ドキュメンタリーfor DELUXE                                                |
| メロドラマ         | 2022年 | スキマスイッチ 2004ファーストツアー “夏雲ノタビ” 〜日本公演〜 THE MOVIE                            |
| 君のこと全部       | 2007年 | sukimaswitch official fan club DELUXE FAN CLUB EVENT Vol.1 「V.I.P.」                              |
| 君のこと全部       | 2022年 | スキマスイッチ 2004ファーストツアー “夏雲ノタビ” 〜日本公演〜 THE MOVIE                            |
| 君のこと全部       | 2022年 | スキマスイッチ TOUR '06 “空創トリップ” THE MOVIE                                                   |
| view               | -      | →「 view#ライブ映像作品 」を参照                                                                   |
| ただそれだけの風景 | 2013年 | スキマスイッチ TOUR 2012-2013“DOUBLES ALL JAPAN”THE MOVIE                                          |
| ただそれだけの風景 | 2019年 | SUKIMASWITCH 15th Anniversary Special at YOKOHAMA ARENA 〜Reversible〜 THE MOVIE                   |

## 他のアルバムへの収録
| 曲名               | 発売年 | 作品名                                           | 分類         |
| ------------------ | ------ | ------------------------------------------------ | ------------ |
| 君の話             | 2000年 | 10チャンネル                                     | インディーズ |
| 君の話             | 2003年 | DEMOTRACKS                                       | インディーズ |
| 君の話             | 2004年 | 夏雲ノイズ                                       | オリジナル   |
| 君の話             | 2007年 | グレイテスト・ヒッツ                             | ベスト       |
| 君の話             | 2008年 | スキマスイッチ ARENA TOUR'07 "W-ARENA"           | ライブ       |
| 君の話             | 2012年 | スキマスイッチ TOUR 2012 "musium"                | ライブ       |
| 君の話             | 2013年 | POPMAN'S WORLD〜All Time Best 2003-2013〜        | ライブ       |
| 君の話             | 2014年 | パラボラヴァ                                     | シングル     |
| 君の話             | 2018年 | SUKIMASWITCH TOUR 2018 "ALGOrhythm"              | ライブ       |
| 太陽               | 2003年 | DEMOTRACKS                                       | インディーズ |
| 太陽               | 2012年 | スキマスイッチ TOUR 2012 "musium"                | ライブ       |
| 太陽               | 2021年 | Weather Song of スキマスイッチ                   | プレイリスト |
| メロドラマ         | -      | -                                                | -            |
| 君のこと全部       | 2003年 | DEMOTRACKS                                       | インディーズ |
| view               | -      | →「 view#収録アルバム 」を参照                   | -            |
| ただそれだけの風景 | 2012年 | DOUBLES BEST                                     | ベスト       |
| ただそれだけの風景 | 2013年 | スキマスイッチ TOUR 2012-2013“DOUBLES ALL JAPAN” | ライブ       |
| ただそれだけの風景 | 2018年 | スキマノハナタバ 〜Love Song Selection〜         | コンセプト   |